# Cu toții acasă
Cu toții acasă (titlul original: în italiană Tutti a casa) este un film dramatic itolo-francez, realizat în 1960 de regizorul Luigi Comencini, după un subiect de Age & Scarpelli, protagoniști fiind actorii Alberto Sordi, Eduardo De Filippo, Serge Reggiani și Martin Balsam. 
Considerat printre capodoperele lui Comencini și unul dintre cele mai importante și reprezentative filme ale cinematografiei italiene, distins cu premiul juriului Festivalului de la Moscova și două premii David di Donatello, acordate lui Alberto Sordi și producătorului Dino De Laurentiis. Ulterior, Cu toții acasă a fost inclus, ca operă simbolică, în lista celor 100 de filme italiene care urmează să fie salvate.

## Rezumat
Coasta Veneto, la 8 septembrie 1943. În bucătăria unei cazărmi a Armatei Regale Italiene, radioul difuzează celebrul comunicat care anunță armistițiul cerut de Mareșalul Italiei Pietro Badoglio.
Entuziasmul explodează repede și strigătul „S-a terminat războiul, cu toții acasă!” răsună peste tot din gura soldaților. Dar realitatea se dovedește curând a fi dramatic diferită. Aliații germani au devenit dușmani, regele și Badoglio au fugit, trupele fără ordine precise sunt în dezordine.
Sublocotenentul Innocenzi și detașamentul său aflați în serviciu, la înapoiere își găsesc cazarma abandonată și observă cu uimire că trupele germane îi consideră acum dușmani. Innocenzi caută să-și păstreze o aparență de autoritate, dar soldații lui îl părăsesc, cu excepția lui Ceccarelli.
Cu ajutorul unor țărani, se deghizează în civili, cei doi bărbați trec prin situații incredibile și deosebit de tragice. La Napoli, capturați de fasciștii care îi predau germanilor, sunt puși la muncă în dărâmăturile din Napoli de către Organizația Todt. Cei doi încearcă să scape, dar Ceccarelli este împușcat la câțiva metri de casa lui, pe care a văzut-o de departe în drum spre muncă forțată și moare în brațele lui Innocenzi.
Moartea lui îl zguduie pe Innocenzi, care înțelege că nu mai poate să stea deoparte și doar să privească și se alătură luptei pentru eliberarea orașului. Este 28 septembrie 1943, Napoli este pe cale să fie eliberat de Aliați.
Filmul se termină cu Innocenzi care, după ce și-a redescoperit demnitatea de om și ofițer, se alătură cu o armă în mână, grupului de rezistenți luptând împotriva nemților.

## Distribuție
- Alberto Sordi – sublocotenent Alberto Innocenzi
- Eduardo De Filippo – Signor Innocenzi, tatăl lui Alberto
- Serge Reggiani – inginerul Assunto Ceccarelli
- Martin Balsam – sergentul Quintino Fornaciari
- Lelio Volponi – Nonno Fornaciari
- Nino Castelnuovo – Codegato
- Carla Gravina – Silvia Modena
- Claudio Gora – colonelul
- Mino Doro – maiorul Nocella
- Mario Feliciani – căpitanul Passerini
- Alex Nicol – prizonierul american
- Guido Celano – fascistul care l-a arestat pe Fornaciari
- Jole Mauro – Teresa Fornaciari, soția lui Quintino
- Didi Perego – Caterina Brisigoni, traficantă de făină
- Mac Ronay – Evaristo Brisigoni
- Vincenzo Musolino – un fascist
- Mario Frera – un fascista
- Ugo D'Alessio – parohul la Napoli
- Silla Bettini – locotenentul Di Fazio

## Premii și nominalizări
- 1961 – Festivalului de la Moscova
  - Premiul special al juriului
- 1961 – David di Donatello
  - Cel mai bun producător lui Dino de Laurentiis
  - Cel mai bun actor (rol principal) lui (Alberto Sordi)